# Lucienne Boyer
Lucienne Boyer (Parijs, 18 augustus 1903 - aldaar, 6 december 1983) was een beroemde Franse chansonnière. Ze was de moeder van Jacqueline Boyer, die in 1960 het Eurovisiesongfestival won.
Bekende chansons van haar zijn:
- Gigolette
- Un amour comme le notre
- Parlez-moi d'amour (1930)
- Dans le petit café du coin

- Bibliothèque nationale de France: cb138917798 (data)
- Gemeinsame Normdatei: 135317215
- International Standard Name Identifier: 0000 0001 1772 3107
- Library of Congress Control Number: no98055342
- Nationale Bibliotheek van Letland: 000337441
- MusicBrainz: 794f27ad-ad32-4a88-b390-79d0141773ca
- Nationale Bibliotheek van Tsjechië: mzk2012678619
- Nationale bibliotheek van Australië: 55145368
- Nationale Bibliotheek van Israël: 987007317886605171
- Nationale Bibliotheek van Polen: a0000002443426
- Réseau des bibliothèques de Suisse occidentale: 02-A003035141
- SNAC: w6nc6mzs
- Système universitaire de documentation: 07744082X
- Trove: 1602192
- Virtual International Authority File: 80104580
- WorldCat: E39PBJcBXMbhbhYkfcDppmM773